# Voyages imaginaires, songes, visions et romans cabalistiques

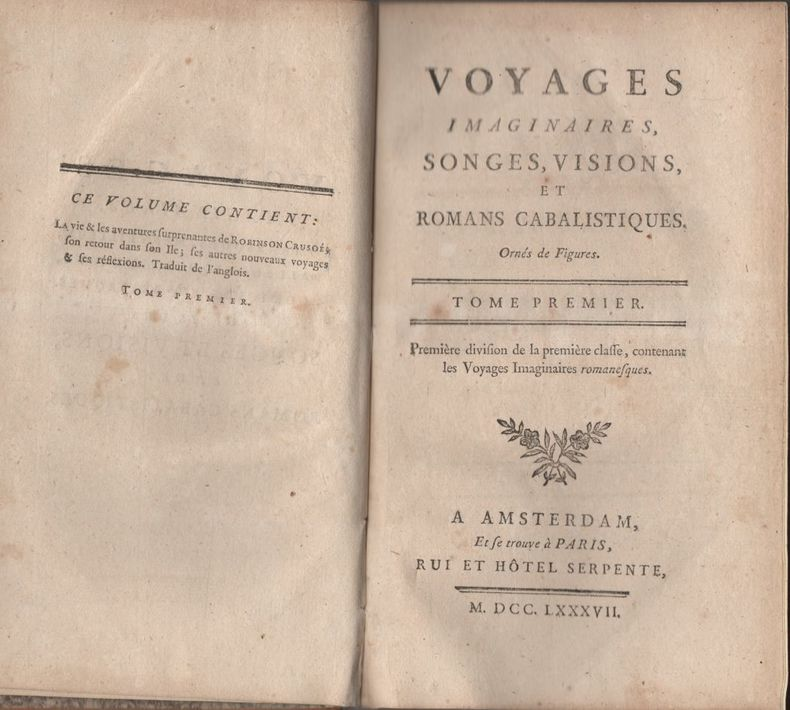
Voyages imaginaires, songes, visions et romans cabalistiques, tome premier, 1787.

Voyages imaginaires, songes, visions et romans cabalistiques est une collection créée en 1787 par Charles Georges Thomas Garnier consacrée à la littérature de l'imaginaire. À travers la publication entre 1787 et 1789 de trente-six volumes, elle propose soixante-quatorze récits conjecturaux portant sur les thèmes de l'utopie, des récits d'exploration ou encore de l'anticipation scientifique.

## Histoire de la collection

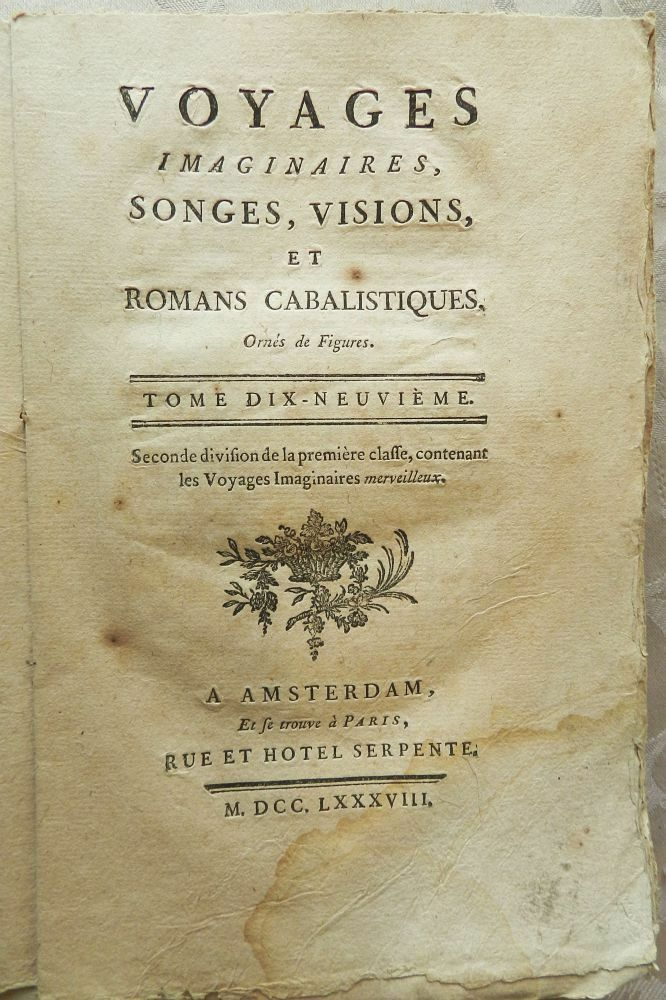
Voyages imaginaires, songes, visions et romans cabalistiques, tome 19, 1788.

Après avoir édité, sous le titre « Le Cabinet des fées », une anthologie consacrée aux contes de fées, l'éditeur parisien Charles Georges Thomas Garnier publie de 1787 à 1789 une collection spécialisés dans la littérature de l'imaginaire en s'intéressant en particulier aux thèmes utopiques, aux voyages extraordinaires et à la littérature conjecturale rationnelle qu'elle soit romanesque ou non.
Si l'imprimeur reste inconnu, cette collection est ensuite vendu par le libraire parisien Gaspard-Joseph Cuchet. Elle comprend initialement soixante-quatorze récits répartis sur trente-six volumes et est découpée en trois classes : « Les voyages imaginaires » (tome 1 à 30), « Les songes et les visions » (tome 31 et 32) et « Les romans cabalistiques » (tome 33 à 36). La première classe est elle-même composée de quatre divisions : « Les voyages imaginaires romanesques » (tome 1 à 12), « Les voyages imaginaires merveilleux » (tome 13 à 25), « Les voyages imaginaires allégoriques » (tome 26 et 27) et « Les voyages amusants, critiques et comiques » (tome 28 à 30).
Cette collection compile très majoritairement des écrits d'auteurs français, ainsi qu'essentiellement des romans du XVIIIe siècle.
Il semblerait que la collection ait connu un certain succès à sa parution. D'ailleurs, un supplément portant sur l'Histoire des naufrages a été rajouté en 1790, dont l'éditeur Garnier y reste totalement étranger. En effet, cette initiative, imputable au seul libraire Gaspard-Joseph Cuchet, est motivée par des raisons commerciales. Ainsi, édités par l'avocat rémois Jean-Louis-Hubert-Simon Deperthes, trois tomes sont rajoutés à la collection, bien que le sujet est en décalage avec l'esprit des « Voyages imaginaires » selon l'essayiste Pierre Versins.

## Publication
La collection est divisée en trois classes. Trois tomes ont été rajoutés en 1790 à l'initiative du libraire Cuchet.

### Classe 1: Les voyages imaginaires
Les voyages imaginaires romanesques
1. La Vie et les aventures surprenantes de Robinson Crusoé (vol. I) par Daniel Defoe (1719)
2. La Vie et les aventures surprenantes de Robinson Crusoé (vol. II) par Daniel Defoe (1719)
3. La Vie et les aventures surprenantes de Robinson Crusoé (vol. III), comprenant Réflexions sérieuses et importantes de Robinson Crusoé, et Vision du Monde angélique par Daniel Defoe (1719)
4. Le Solitaire Anglais, ou Aventures merveilleuses de Philippe Quarll par Peter Longueville (1727)
5. Histoire des Sevarambes, peuples qui habitent une partie du troisième continent, communément appelé la Terre australe : contenant une relation du gouvernement, des mœurs, de la religion et du langage de cette nation, inconnue jusqu'à présent aux peuples de l'Europe par Denis Vairasse (1675-1679)
6. Mémoires de Gaudence de Luques par Simon Berrington (1737)
7. L'Isle inconnue, ou Mémoires du chevalier Des Gastines (vol. I) par Guillaume Grivel, version corrigée et augmentée (1783-1787)
8. L'Isle inconnue (vol. II) par Guillaume Grivel (1787)
9. L'Isle inconnue (vol. III) par Guillaume Grivel (1787)
10. Voyage d'Alcimédon ou Naufrage qui conduit au port, histoire plus vraie que vraisemblable, mais  qui peut encourager à la recherche des terres inconnues, par le comte de Martigny (1759) ; Les Îles fortunées ou les Aventures de Bihylle et de Cléobule par Moutonnet de Clairfons (1778-1787), version corrigée ; Histoire des Troglodites (extrait des Lettres persanes, XI-XIV) par Montesquieu (1721) ; Aventures d'un jeune anglais, par Jean Lediard (publication initiale inconnue) ; Aventures d'un corsaire portugais (extrait du Pérégrination) par Mendez Pinto (1614) ; Voyages et aventures du Capitaine Robert Boyle (vol. I) par William Rufus Chetwood (1726).
11. Voyages et aventures du Capitaine Robert Boyle (vol. II) par William Rufus Chetwood (1726).
12. Aventures d'un Espagnol (extrait du Solitaire espagnol de don Varasque de Figueras (1740) ; Relation du naufrage d'un vaisseau hollandais par Hendrik Hamel (1670) ; Naufrage et aventures de Pierre Viaux, natif de Rochefort, Capitaine de navire par Pierre Viaud (1768) ; Relation du naufrage de Mme Godin des Odonais sur la rivière des Amazones, par Louis Godin des Odonais (1787).

Les voyages imaginaires merveilleux
1. Histoire véritable de Lucien, traduite et continuée par Perrot d'Ablancourt par Lucien de Samosate et Nicolas Perrot d'Ablancourt (1654) ; Voyage de Cyrano de Bergerac dans les Empires de la Lune et du Soleil (qui regroupe une Histoire comique des États et Empires de la Lune de 1657 et une du Soleil de 1662) et l'Histoire des Oiseaux (1641) par Savinien de Cyrano de Bergerac.
2. Voyages du capitaine Lemuel Gulliver par Jonathan Swift (1726).
3. Le Nouveau Gulliver ou Voyages de Jean Gulliver, fils du capitaine Lemuel Gulliver par l'Abbé  Desfontaines (1730) ; Voyages récréatifs du chevalier de Quevedo (vol. I) par Francisco de Quevedo y Villegas (1627).
4. Voyages récréatifs du chevalier de Quevedo (vol. II) par Francisco de Quevedo y Villegas (1627) ; La relation du monde de Mercure par le chevalier de Béthunes (1750).
5. Voyage de Milord Céton dans les sept planètes, ou le nouveau Mentor (vol. I) par Marie-Anne de Roumier-Robert (1765-1766).
6. Voyage de Milord Céton dans les sept planètes, ou le nouveau Mentor (vol. II) par Marie-Anne de Roumier-Robert (1765-1766).
7. Voyage de Nicolas Klimius dans le monde souterrain, contenant une nouvelle théorie de la Terre et l'histoire d'une cinquième monarchie inconnue jusqu'à présent par Ludvig Holberg (1741) ; Relation d'un voyage du pôle arctique au pôle antarctique par le centre du monde, avec la description de ce périlleux passage et des choses merveilleuses et étonnantes qu'on a découvertes sous le Pôle antarctique par un auteur inconnu (1721).
8. Lamékis ou les voyages extraordinaires d'un Égyptien dans la Terre intérieure. Avec la découverte de l'île des Sylphides. Enrichis de notes curieuses (vol. I) par le Chevalier de Mouhy (1735-1738).
9. Lamékis ou les voyages extraordinaires d'un Egyptien dans la Terre intérieure. Avec la découverte de l'île des Sylphides. Enrichis de notes curieuses (vol. I) par le Chevalier de Mouhy (1735-1738) ; Azor ou le Prince enchanté, histoire nouvelle pour servir de chronique à celle de la Terre des Perroquets par Pierre-Charles Fabiot Aunillon (1750).
10. Les Hommes volants ou les Aventures de Pierre Wilkins (vol. I) par Robert Paltock (1750).
11. Les Hommes volants ou les Aventures de Pierre Wilkins (vol. II) par Robert Paltock (1750) ; Micromégas, ou Voyage des habitans de l'étoile Sirius par Voltaire (1752) ; Les Aventures du voyageur aérien par Marc-Antoine Legrand (1724).
12. Julien l'Apostat, ou voyage dans l'autre monde par Henry Fielding (1743) ; Les Aventures de Jacques Sadeur dans la découverte et le voyage de la Terre australe, contenant les coutumes et les moeurs des Australiens, leur religion, leurs exercices, leurs études, leurs guerres, les animaux particuliers à ce pays… par Gabriel de Foigny (1676).
13. Histoire du Prince Soly, surnommé Prenany et de la princesse Fêlée par Henri Pajon (1740) ; Voyages et aventures des trois princes de Sarendip, traduit du Persan par le Chevalier de Mailly (1719).

Les voyages imaginaires allégoriques
1. Voyage merveilleux du prince Fan-férédin dans la Romancie, contenant plusieurs observations historiques, géographiques, physiques, critiques et morales par le père Bougeant (1735) ; Voyage de l'isle d'amour par Paul Tallemant (1663) ; Relation de l'isle imaginaire et histoire de la Princesse de Paphlagonie par Jean Regnault de Segrais (1659) ; Relation du royaume de Coquetterie par l'abbé d'Aubignac (1654) ; Description de l'ïle de Portraiture et de la ville des Portraits par Charles Sorel (1659).
2. L'Isle enchantée, épisode de la Lusiade par Luís de Camões (1572) ; L'Isle taciturne et l'Isle enjouée, ou Voyage du génie Alaciel dans ces deux îles par Nicolas Bricaire de la Dixmerie (1759) ; L'isle de la Félicité, épisode tiré d'Hypolite, Comte de Duglas par Madame d'Aulnoy (1690) ; Voyage de la Raison en Europe par le marquis de Caraccioli (1772).

Les voyages amusants, critiques et comiques
1. Voyage sentimental en France par le docteur Sterne (1768) ; Voyage par Chapelle et Bachaumont (1697) ; Voyage de Paris en Limousin par Jean de La Fontaine (1663) ; Voyage de Languedoc et de Provence par Jean-Jacques Lefranc de Pompignan (1745) ; Le Voyage de Bourgogne par Antoine de Bertin (1777) ; Voyage de Beaune par Alexis Piron (1717) ; Le voyage de Didier de Lormeuil par Arnaud Berquin (1783) Fragment d'un voyage d'Espagne par Nicolas Bricaire de la Dixmerie (1788).
2. Le Voyage de Campagne par Madame de Murat (1699) ; Voyage de Falaise par Eustache Le Noble (1697) ; Le Voyage de Mantes par Jean-Baptiste Jacques Gimat de Bonneval (1753).
3. Le Voyage interrompu par Thomas L'Affichard (1737) ; La Voiture embourbée par Marivaux (1714) ; Voyage de Paris à Saint-Cloud par mer et retour par terre par Louis-Balthazar Néel (1748) ; Le Retour de Saint-Cloud par mer et par terre par Augustin-Martin Lottin (1750).

### Classe 2: Les songes et les visions
1. Le songe de Boccace, ou le Labyrinthe d’amour par Boccace ; Les Rêves d'Aristobule, philosophe grec par Pierre-Charles Levesque (1761) ; Songes d'un ermite par Louis-Sébastien Mercier (1770).
2. Songes et visions philosophiques par Louis-Sébastien Mercier (1768).

### Classe 3: Les romans cabalistiques
1. Les Métamorphoses ou l'âne d'or et Le démon de Socrate par Apulée (IIe siècle).
2. Le Comte de Gabalis ou Entretiens sur les sciences secrètes par Henri de Montfaucon de Villars (1670) ; Les Ondins, conte moral par Marie-Anne de Roumier-Robert (1768) ; Le Sylphe amoureux par un auteur anonyme (1730) ; L'Amant salamandre, ou les aventures de l'infortunée Julie par un auteur anonyme (1756).
3. Le Diable amoureux par Jacques Cazotte (1772) ; Les Lutins du château de Kermosy par la comtesse Murat (1710) ; L'Enchanteur Faustus par Antoine Hamilton (1789).
4. Histoires de Monsieur Oufle et La description du Sabbat par l'abbé Bordelon (1710).

### Suppléments:Histoire des naufrages
1. Histoire des naufrages ou Recueil des relations les intéressantes des Naufrages, hivernements, délaissements, incendies, famines et autres événements funestes sur mer, qui ont été publiés depuis le XVe siècle jusqu'à présent (vol. I) par M. Deperthes (1789).
2. Histoire des naufrages (vol. II) par M. Deperthes (1789).
3. Histoire des naufrages (vol. III) par M. Deperthes (1789).